# James Macdonnell (homme politique canadien)
Pour les articles homonymes, voir James Macdonnell et McDonnell (homonymie).
James MacKerras Macdonnell (15 décembre 1884-27 juillet 1973) est un avocat et un homme politique canadien de l'Ontario. Il est député fédéral progressiste-conservateur de la circonscription ontarienne de Muskoka—Ontario de 1945 à 1949 et de Greenwood de 1949 à 1962.

## Biographie
Né à Kingston en Ontario, il est maître d'enseignement au St. Andrew's College (en) d'Aurora de 1904 à 1914. En septembre 1914, il s'enrôle avec le Corps expéditionnaire canadien à Valcatier à Québec.

### Carrière politique
Élu pour la première fois dans Muskoka—Ontario en 1945, il est défait en 1949. Sa retraite est de courte durée, car il remporte l'élection partielle dans Greenwood en 1949 après la mort du député John Ernest McMillin quelques jours à peine après l'élection.
Réélu en 1953 en même temps que le premier gouvernement conservateur depuis la Grande Dépression, le premier ministre John Diefenbaker nomme Macdonnell ministre sans portefeuille dans son cabinet. Réélu en 1957 et en 1958, il démissionne du cabinet en août 1959 en raison de problèmes de santé. Le néo-démocrate Andrew Brewin le défait lors de l'élection de 1962.
Macdonnell est nommé compagnon de l'Ordre du Canada en 1967 pour ses services parlementaires.